# Джордж Едвард Бріґґс
Джордж Едвард Бріґґс, член Лондонського королівського товариства (25 червня 1893 – 7 лютого 1985) був професором ботаніки в Кембриджському університеті.
Він народився в Ґрімсбі, Лінкольншир, як старший син Вокера Томаса Бріґґса та Сьюзен (уродженої Тауненд).
Його було обрано членом Королівського товариства у 1935 році. Він опублікував кілька значних наукових робіт про ферменти. Частина його роботи з ферментів була виконана разом з Дж. Б. С. Голдейном і призвела до виведення закону кінетики ферментів Віктора Анрі та кінетики Міхаеліса-Ментена за допомогою стаціонарного наближення. Цей висновок залишається поширеним і сьогодні, оскільки він забезпечує краще розуміння системи, хоча й зберігає алгебраїчну форму рівнянь Міхаеліса-Ментена. Серед відомих публікацій Бріґґса — «Рух води в рослинах».

## Зовнішні посилання
- Портрет Джорджа Едварда Бріґґса в Національній портретній галереї в Лондоні, автор Волтер Стоунман